# Fábrica digital
Fábrica digital se define como un término genérico para una amplia red de modelos digitales y métodos, incluyendo la simulación y visualización en 3D. Su objetivo es la planificación integrada, la aplicación, control y mejora continua en todos los procesos materiales de fábrica y los recursos asociados con el producto."
Los fundamentos de la Fábrica Digital se definen en la directiva VDI 4499 Blatt 1:2008-02.
El objetivo de la fábrica digital es hacer una réplica virtual de la fábrica real a fin de visualizar los procesos que intervienen en ella para simularlos y comprenderlos mejor. Por otro lado, la fábrica digital se define como la totalidad de personal, herramientas de software y procesos que son necesarios para la ejecución de la producción real en un ambiente virtual. Además, entre las herramientas y los métodos de fábrica digital, la visión de la producción virtual o la logística virtual están separados.
La producción virtual se refiere a la capacidad coherente  de experimentación con la planificación, evaluación y control de procesos de producción y dispositivos utilizando modelos digitales.. El concepto de logística virtual describe el software de diseño de los procesos logísticos y estructuras.
El ámbito de aplicación de la Fábrica Digital es la fase de producción dentro del ciclo de vida del producto (Product Lyfe-Cycle Management). Durante esta fase, las unidades principales de funcionamiento son establecidas. Su objetivo es la planificación integrada, aplicación, control y mejora continua de todos los procesos de fabricación y recursos asociados con el producto (por ejemplo, automóviles, aviones).
Con los métodos de Fábrica Digital, el campo de acción entre el desarrollo de productos y control de la producción será cerrado.
Fábrica Digital es algo más que software. Fábrica Digital en el contexto general de la empresa puede ser dividida en cuatro niveles:
- Bases de datos / centro de datos.
- Plataforma de integración.
- Herramientas CAD.
- Organización y planificación del flujo de trabajo.

El objetivo de la fábrica digital es obtener las mejores prácticas, procesos y recursos estandarizados para que puedan ser utilizados en otro producto o modelo de planificación como bloques de construcción reutilizables. Esto es generalmente una revisión de los procesos existentes y la organización necesaria.

## Directrices para desarrollar la Fábrica Digital
El rediseño de procesos debe basarse en las cuatro directrices de fábrica digital:
- una base de datos común para reducir los datos redundantes.
- La estandarización de los procesos, recursos y equipos.
- La clarificación lógica de actividades, competencias y responsabilidades sobre el proceso de integración de los procesos de trabajo.
- El potencial para la automatización.

## Actividades en fábrica digital
Las actividades en Fábrica Digital incluyen:
```
Adquisición de datos del diseño del producto.
```

Programación de tiempos de procesos.
```
Planificación de los procesos de producción.
Planificación de Recursos (propuesta de diseño, número de identificación).
Planificación del factor de uso.
Planificación del trazado de procesos y lugares de trabajo.
Sistematización de costos.
Asegurar los resultados de la planificación.
```

- Transferencia de datos para planificar las operaciones.

El valor de fábrica digital es que no solo reducirá los costos en la compra de piezas y equipos, sino que también ofrece ventajas significativas en términos de mantenimiento, flexibilidad y fiabilidad. Estas actividades de rutina de planificación serán transferidas al software. Todos los participantes del proceso de planificación hacen sus tareas en el computador y crean redes por flujo de trabajo. Se hará un progreso mensurable en horas durante el proceso de planificación. Esto garantiza la disponibilidad de los datos requeridos en el momento, detalle y contexto adecuado.
Todos los datos de relevantes de planeación (producto, proceso, recursos). Serán registrados por las áreas involucradas solo una vez y gestionado por una base de datos. Estos están disponibles en el futuro para todos los planificadores, los proveedores de equipos y de servicios, siempre en la forma actual. El objetivo principal consiste en utilizar los datos para los nuevos modelos en etapas tempranas de la planificación para evaluar los costos.
Fábrica Digital hoy en día (2009) se aplica a nivel mundial en la industria manufacturera como un sistema de planificación. Así que ahora, no solo las grandes empresas dependen actualmente de la nueva tecnología. Sin embargo, Las razones que impiden el crecimiento de su uso son el alto costo y las prestaciones. Además, hay carencias en operaciones comerciales diarias en muchas áreas requeridas para aumentar la aceptación por parte del usuario. Requisito previo para el éxito de Fábrica Digital es tener completo apoyo por parte de los directivos y el manejo de Fábrica Digital como una filosofía empresarial.